# TOKYO BASE
株式会社TOKYO BASEは2008年創業のドメスティックブランドを取り扱うセレクトショップ及びオリジナルの衣料品や雑貨類の小売販売を主な事業とする企業。
「FROM JAPAN TO THE WORLD  日本発を世界へ」を掲げている。
STUDIOUS及び、UNITED TOKYO、PUBLIC TOKYO等の運営を行っている。セレクトショップSTUDIOUSで取り扱う商品は全て日本国内のブランド商品、または日本国内で生産されたオリジナル商品。UNITED TOKYO・PUBLIC TOKYOにおいては全てが日本国内で生産されたオリジナル商品である。東京、大阪、名古屋、福岡等の都心のファッションビルを中心に出店している。日本国内のみならず香港・上海にも進出している。

## 概要
2007年谷正人が(株)デイトナ・インターナショナルの事業部長として現業態を立ち上げ、2008年12月株式会社STUDIOUSを設立した。2009年3月に事業譲受を経て、株式会社STUDIOUS事業開始。同年5月には繊研新聞社より、テナント部門の「新人賞」と「キラリ賞」を受賞する。2015年3月新業態UNITED TOKYOを立ち上げ、同年9月アパレル業界史上最年少で東京証券取引所マザーズ市場に上場を果たす。2016年6月、株式会社STUDIOUSから株式会社TOKYO BASEへ商号変更。2017年2月に東京証券取引所第一部へ上場市場変更。

## ブランド

### STUDIOUS
『日本発ファッションブランドを世界へ』をコンセプトに国内のTOKYOブランドにこだわり、TOKYOのリアルなモードスタイルを世界へ発信していくセレクトショップ。

### UNITED TOKYO
『ベーシックでありながら上質で洗練された「MODE」に高い技術と品質の「MADE IN JAPAN」を MIXさせたコンテンポラリーブランド。 

### PUBLIC TOKYO
徹底的に日本製にこだわった、ジャンルやルールに捉われないTOKYO的スタンダードを追求するハイエンドカジュアルウェアブランド。